# Крохино (Белозерский район)
Крохино́ — бывшее село в Белозерском районе Вологодской области. Располагалось в 17 км к востоку от Белозерска на левом берегу Шексны, у её истока из Белого озера. Затоплено в 1961 году при наполнении Шекснинского водохранилища.

## История

Часовня на месте, где был основан Белозерск. Фото С. М. Прокудина-Горского. 1909 г.

Некоторыми исследователями предполагается, что в IX веке легендарный «варяжский городок» Синеуса Белоозеро сначала располагался на северном берегу Белого озера возле нынешнего села Киснема (Троицкое), а в X веке был перенесён на новое место, к истоку Шексны. В 1238 году Белоозеро стало центром Белозерского княжества. В 1352 году город был перенесён на 17 км к западу, где и сейчас располагается город Белозерск. Причиной этого была пандемия чумы, во время которой город Белоозеро потерял всё своё население.
Деревня Крохинская впервые упоминается в 1426 году в писцовой книге Кирилло-Белозерского монастыря. Она располагалась на месте бывшего города Белоозеро и повторяла его топографию. Принадлежала она некому боярскому сыну Гавриле Лаптеву. После смерти Гаврилы, не оставившего наследников, в 1434 году Крохинская была пожалована можайским князем Иваном Андреевичем Ферапонтовому монастырю. За счёт своего расположения село стало важным торговым центром. Вероятно, ещё в XV веке в Крохине была своя церковь.
При открытии Мариинского водного пути село Крохинка, принадлежавшее Ферапонтовому монастырю, и Великоселье, принадлежавшее Кирилло-Белозерскому монастырю, получили общее название «Крохинская пристань». На пристани производилась перегрузка товаров с речных судов, ходивших по Шексне, на озёрные, выходившие в Белое озеро.
Из-за частых штормов и малой глубины Белого озера ходить по нему могли только специальные лодки-«белозерки», отличавшиеся особой прочностью и устойчивостью. Судопромышленники из Крохина и Белозерска, владевшие такими лодками, наживали большие капиталы на своей монополии, горожане занимали должности лоцманов и шкиперов, перегружали товары, изготавливали и продавали принадлежности для судоходства. Благодаря источнику постоянного дохода Крохино быстро развивалось. 4 ноября 1777 года указом Екатерины II Крохинская пристань переименована в посад. Жители Крохина были освобождены от крестьянских повинностей и получили городские права. 23 мая 1792 года была учреждена ратуша, и Крохинский посад стал фактически безуездным городом.

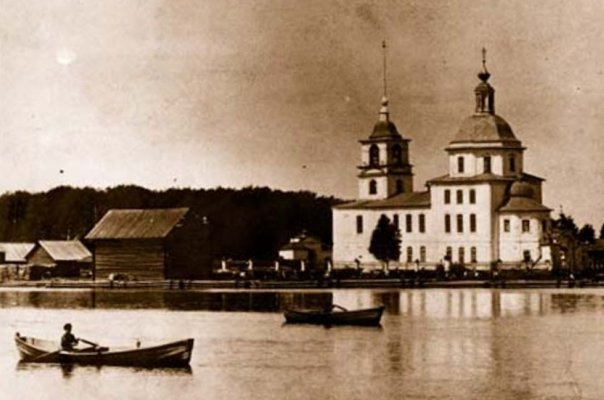
Крохино, конец XIX — начало XX века

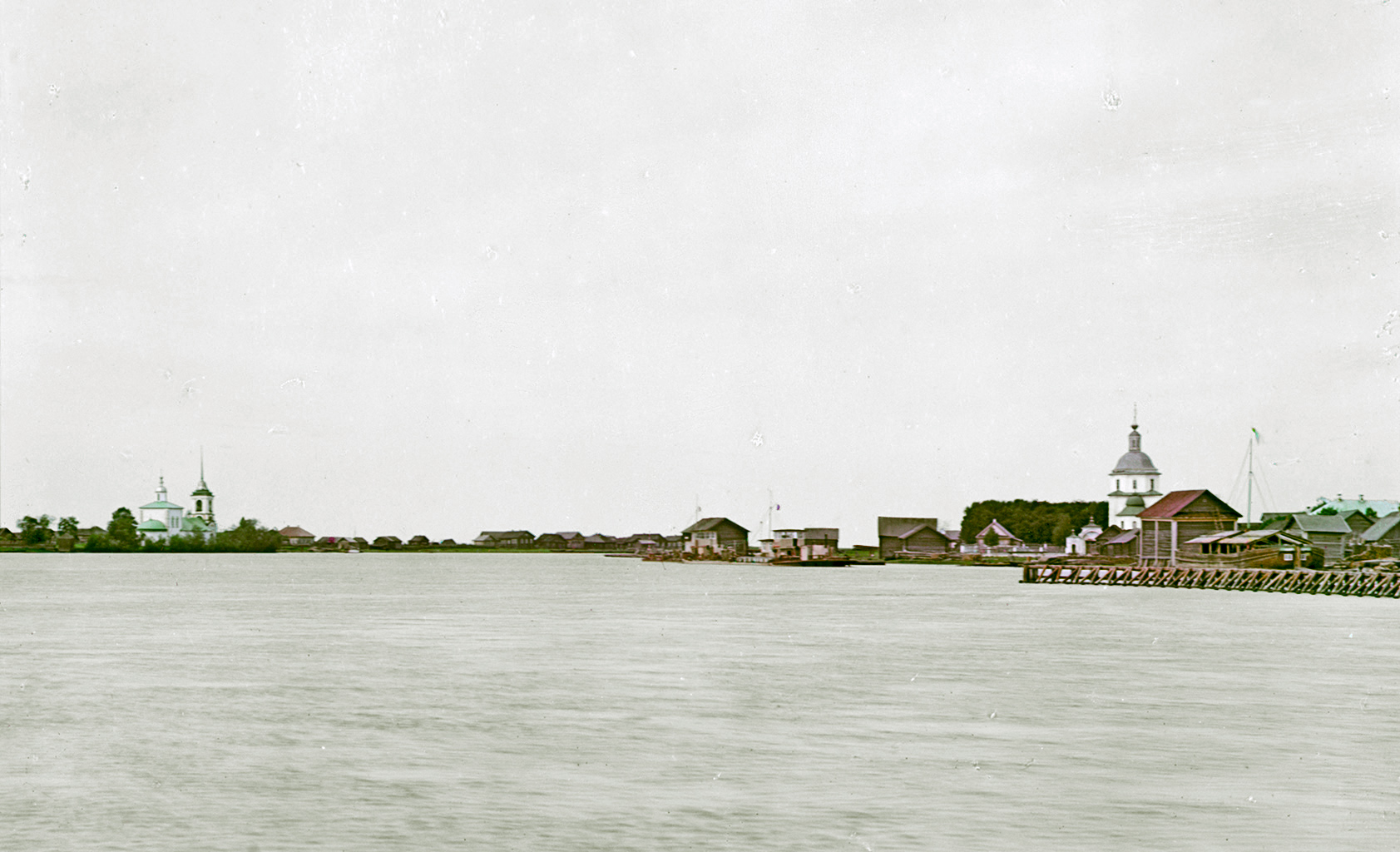
Крохинский посад, 1909 год. Слева Каргулино, справа Крохино

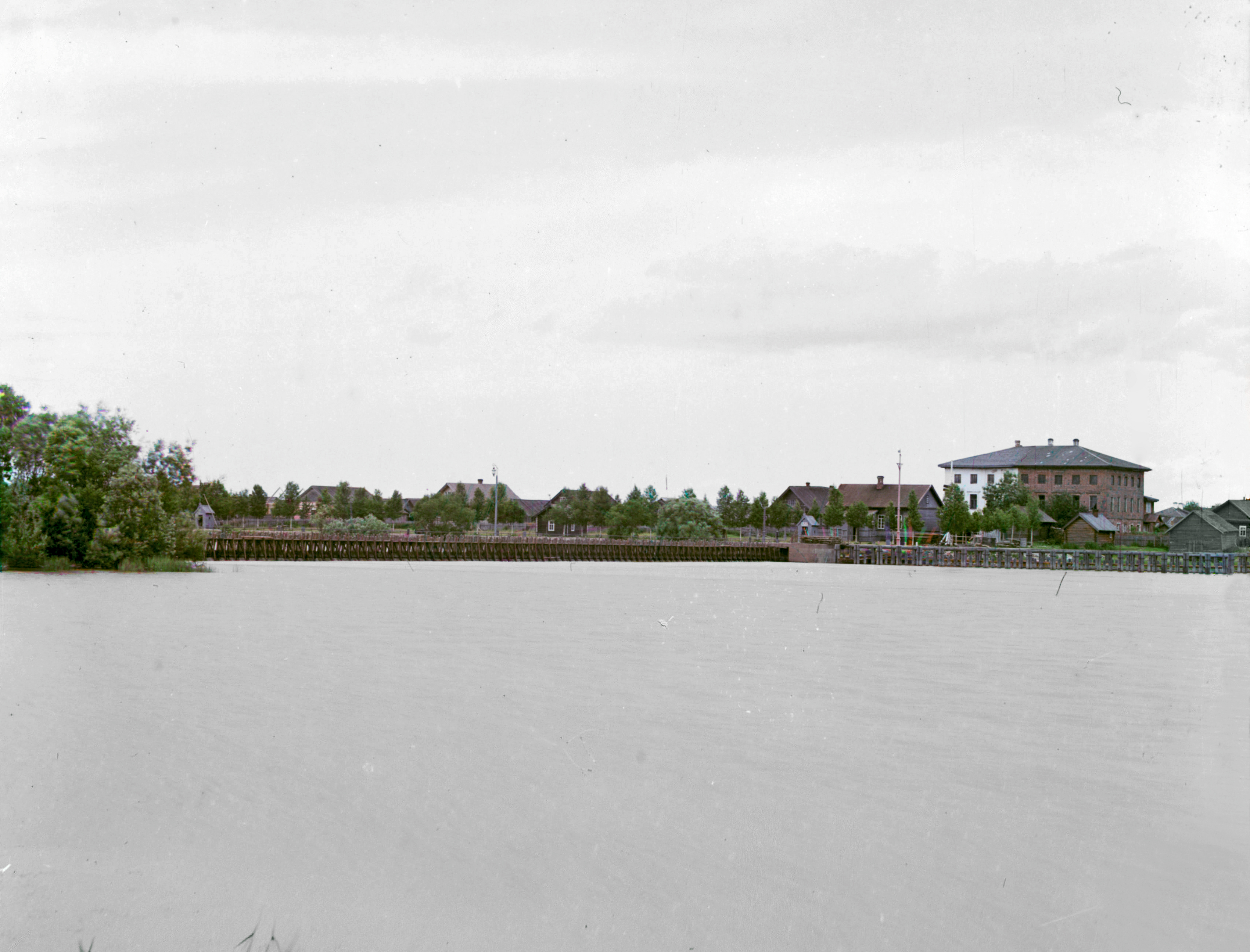
Плотина Императрицы Марии Фёдоровны в Крохине, 1909 год.

Крохинский посад располагался на почтовом тракте от Белозерска до Вытегры, в 600 верстах по этому тракту до губернского города Новгорода, в 413 верстах водным путём до впадения Шексны в Волгу у рыбинской пристани. Посаду принадлежала земля на берегах Шексны на протяжении 3 вёрст от Белоозера. Ширина реки в тех местах составляла от 80 до 120 саженей, а глубина от 4 четвертей зимой до 13 при весеннем половодье. С апреля до октября по реке осуществлялось судоходство. На территории посада в Шексну впадали правые притоки Троицкая, Каргулка, Мыслуга, левые Горбовка, Дмитровка, Никольская и Борисохлебская. Через Троицкую, Каргулку, Мыслугу и Никольскую были перекинуты мосты. Действовали 2 переправы через Шексну — конная и пешеходная.
К концу XVIII века в Крохинском посаде было 4 церкви, 3 из них были деревянные, а одна каменная, построенная в 1788 году.
В 1846 году был построен Белозерский канал в обход озера, начинавшийся на 9 вёрст (9,5 км) ниже Крохина. Крохинская пристань была закрыта и посад быстро потерял своё значение для торговли, а с ним и достаток. Среди местных жителей бытует легенда, что землемеры, планировавшие новый канал, просили у крохинцев взятку, а получив отказ, проложили его мимо посада.
В 1865 году посад состоял из 3 частей — Крохина (4 квартала), Великоселья (2 квартала) и Каргулина (3 квартала). В посаде было 13 каменных домов и 179 деревянных, были лавки, амбары, постоялый двор, 3 кузницы, 4 питейных дома, 2 ветряных и 2 водяных мельницы. В марте проводилась Евдокиевская ярмарка, а в августе Крестная, или Спасская. Основным занятием жителей было судоходство и торговля, треть жителей занималась рыболовством, были также занятые в судостроении и земледелии. До 1797 года действовало приходское училище, в 1791 году в нём обучалось 27 учеников, но из-за недостатка средств оно было закрыто, и дети обучались уже только в частных домах.
Крохино и Великоселье относились к приходу церкви Воскресения Христова, а Каргулино — к церкви Живоначальной Троицы, раньше бывшей частью монастыря. В Воскресенском приходе проживало 884 жителя (406 мужчин и 478 женщин), в Троицком — 288 (148 мужчин и 140 женщин). Административно входило в состав Череповецкого уезда.
В 1961 году было заполнено Шекснинское водохранилище, ставшее частью Волго-Балтийского водного пути. После строительстве 8-го шлюза в посёлке Шексна уровень воды в реке Шексне поднялся на 5 метров и Крохино оказалось в зоне затопления. Старый шлюз был опущен на дно, дома и жители перемещены в другие населённые пункты. Над водой осталась только каменная церковь Рождества Христова, находившаяся на возвышении.
В 1974 году постановлением Совета Министров РСФСР городище «Старое Белозеро» было отнесено к категории памятников архитектуры федерального значения В начале XXI века департаментом культуры Вологодской области начаты работы по музеефикации памятника архитектуры Белоозеро, расположенного на обоих берегах Шексны в районе бывшего села Крохино.

## Церковь Рождества Христова

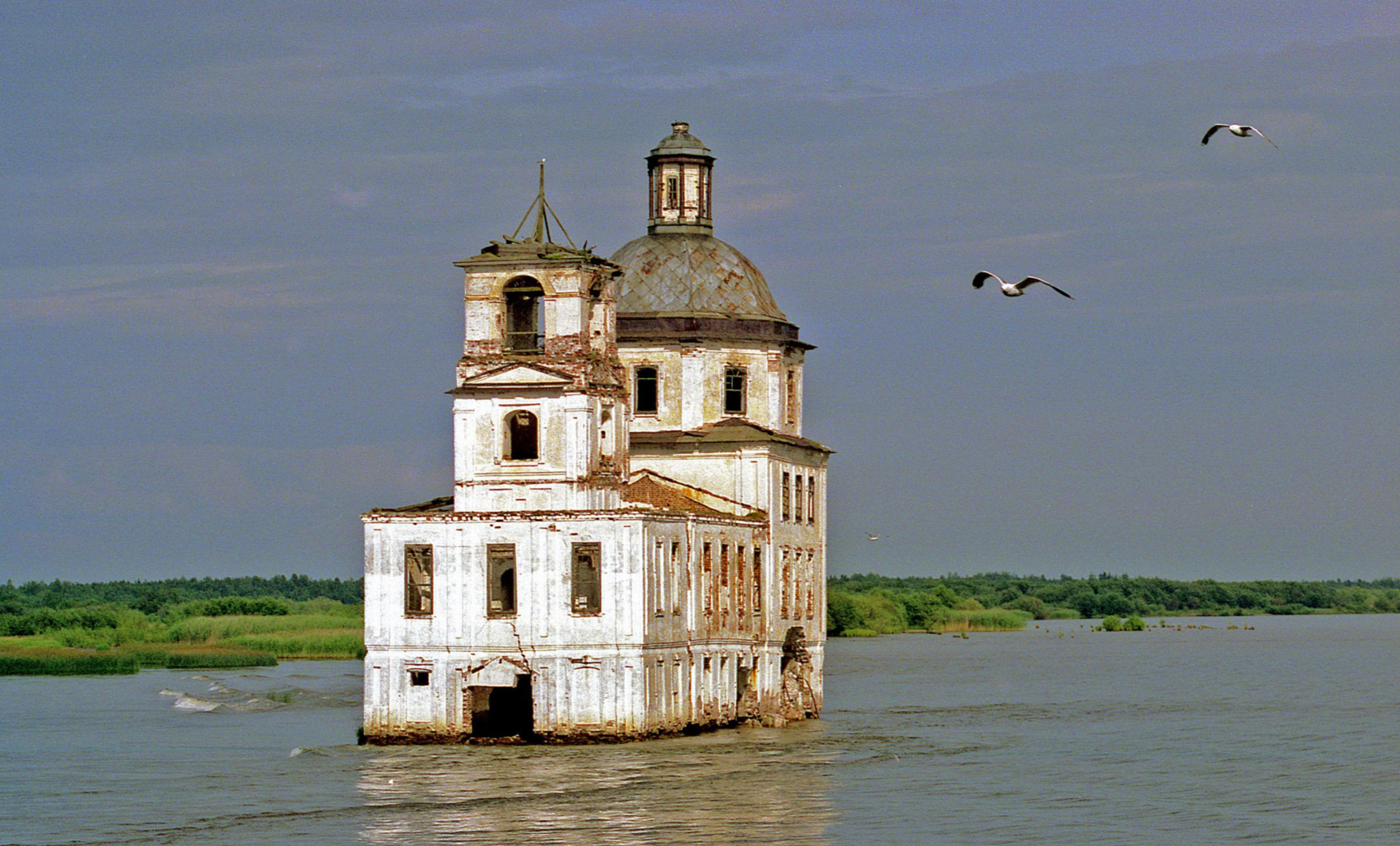
Церковь в 1991 году

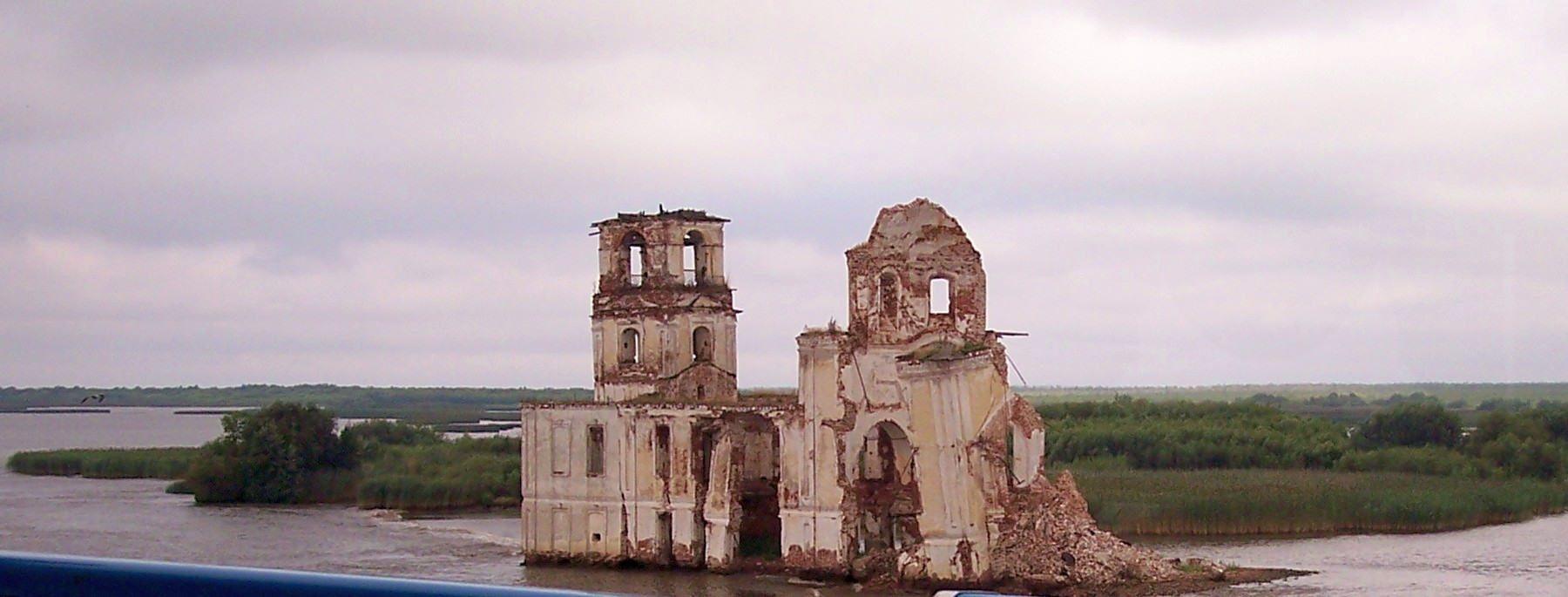
В 2005 году

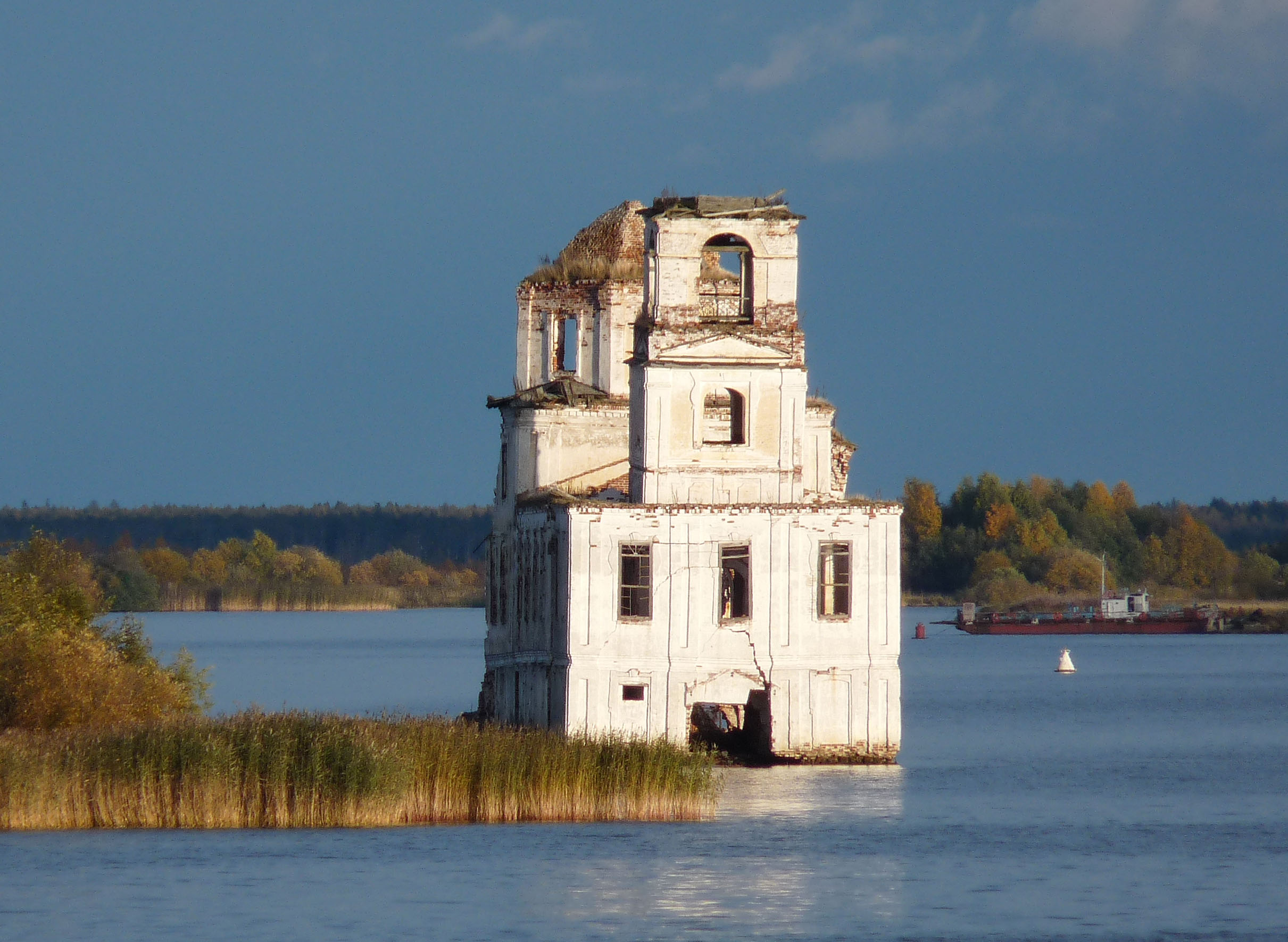
Церковь Рождества Христова, 2009 год

В 1788 году в Крохине была построена церковь Рождества Христова. Кирпичная побелённая двухэтажная церковь выдержана в стиле позднего провинциального барокко. Композиция «кораблём» составлена из одноглавого храма типа «восьмерик на четверике», четырёхъярусной колокольни и соединяющей их трапезной. Церковь являлась архитектурной доминантой всего окружающего ландшафта.
Церковь имела двухэтажный гранёный алтарь с едиными плоскостями граней для тёплого храма, расположенного на первом этаже, и холодного на втором, апсида завершалась фигурной кровлей с небольшим гранёным куполом. Церковь была окружена невысоким заборчиком с трёхчастными воротами.
В 1961 году при затоплении села Крохино воды Шексны подошли к самым стенам церкви. Только рядом с колокольней остался небольшой островок земли. Рядом с церковью был расчищен и углублён фарватер, позволивший движение крупногобаритных судов типа «Волго-Дон», «Ленин», «Дмитрий Фурманов».
Под воздействием воды, волн от проходящих судов, ледостава и ледохода стены церкви стали постепенно разрушаться. Если в начале 1970-х во время съёмок фильма «Калина красная» целостность здания ещё сохранялась, то к 1980-м годам была разрушена кровля колокольни и трапезной, начали рушиться стены четверика, к 2000-му году обрушилась часть западной стены трапезной, от восточной части храма осталась только западная стена, примыкающая к трапезной, и отдельно стоящий юго-восточный угол. В таком виде церковь простояла довольно долго.
Крохинская церковь получила известность благодаря маршруту туристических теплоходов, проходящему по Шексне. В 2009 году был организован проект по спасению церкви. Было получено несколько экспертных заключений, проведено обследование состояния церкви. Летом 2010 года окончательно обвалился юго-восточный угол, просела и начала рушиться колокольня. В конце 2013 года, во время шторма на Белом озере, рухнули оставшиеся части купола.
С 2011 года к церкви организуются волонтёрские поездки, задачей которых, на первом этапе, стало спасение храма от полного разрушения. За три года работы волонтёрам удалось полностью, без использования специализированной техники, отсыпать дамбу по периметру всего храма, а также произвести вычинку кирпича в местах, где волны, за прошедшие полвека затопления, значительно сточили стены. К половине сохранившейся пристройки вокруг колокольни удалось возвести большой кирпичный контрфорс. Начата работа по прокладке пешей тропы к храму со стороны трассы Р6. На данный момент идёт сбор средств для разработки проекта и изготовления консервационного каркаса колокольни.
Журналист Леонид Парфёнов, поддерживающий проект возрождения культурного наследия «Крохино», предлагает на этом месте поставить маяк и считает, что храм древнее других храмов XVIII века.